# Руський Кадам
Ру́ський Када́м (рос. Русский Кадам, марій. Руш Кодам) — присілок у складі Совєтського району Марій Ел, Росія. Входить до складу Кужмаринського сільського поселення.

## Населення
Населення — 97 осіб (2010; 114 у 2002).
Національний склад (станом на 2002 рік):
- марі — 81 %